# Kankalinfélék
A kankalinfélék családja (Primulaceae) a virágos növények 24, tőlevélrózsás nemzetségét foglalja magába, köztük kedvelt kerti- és vadnövényeket is.
A kétszikűek forrtszirmuinak családja a kankalinképűek rendjében. Egy- v. többnyári füvek megkurtult földbeli törzzsel, mely csak tövi leveleket és ágatlan virágszálat, v. megnyúlt leveles szárat bocsát. Levelek állása váltakozó, átellenes v. örves, virágjuk csillagszerű, ötöstagú, a szirom csövében öt hímmel, némelykor még álhímmel is. Az egyrekeszű termőben gömbölyded, ritkán oszlopforma centralis placenta van számos petével, illetve maggal. Tokgyümölcsük fogakkal, csappantyúval v. fedővel nyílik. Magvuk a háton lapos, a köldök oldalán domború, a magfehérje tülöknemű vagy húsos. Mintegy 250 faja nagyobbrészt az északi mérsékelt övön, főképpen Ázsiában és Európában él. Legtöbbnek szép virága van, azért több (Cyclamen, Primula) kerti virág lett.
Az APG II-ben még különálló családként kezelt Maesaceae-t, Myrsinaceae-t és Theophrastaceae-t az APG III-rendszer a kankalinfélékhez sorolja.

## Nemzetségek
A kankalinfélék családjába a következő nemzetségek tartoznak:
- Gombafű (Androsace)
- Bryocarpum
- Cortusa
- Dionysia
- Bálványvirág (Dodecatheon)
- Békaliliom (Hottonia)
- Kaufmannia
- Omphalogramma
- Pomatosace
- Kankalin (Primula)
- Számolya (Samolus)
- Soldanella
- Stimpsonia

A következő, (szub)trópusi fásszárú fajokat is tartalmazó, hagyományosan a kankalinfélékhez sorolt nemzetségeket Källersjö et al. (2000) szerint a szerecsenpuszpáng-félék (Myrsinaceae) családba kellene sorolni:
- Tikszem (Anagallis)
- Ardisiandra
- Asterolinon
- Coris
- Ciklámen (Cyclamen)
- Glaux
- Lizinka (Lysimachia)
- Pelletiera
- Hegyékesség (Trientalis)

ám az APG III-rendszer ezt nem támogatja, és sensu lato írja le a kankalinfélék családját.

## Néhány kankalinféle virága

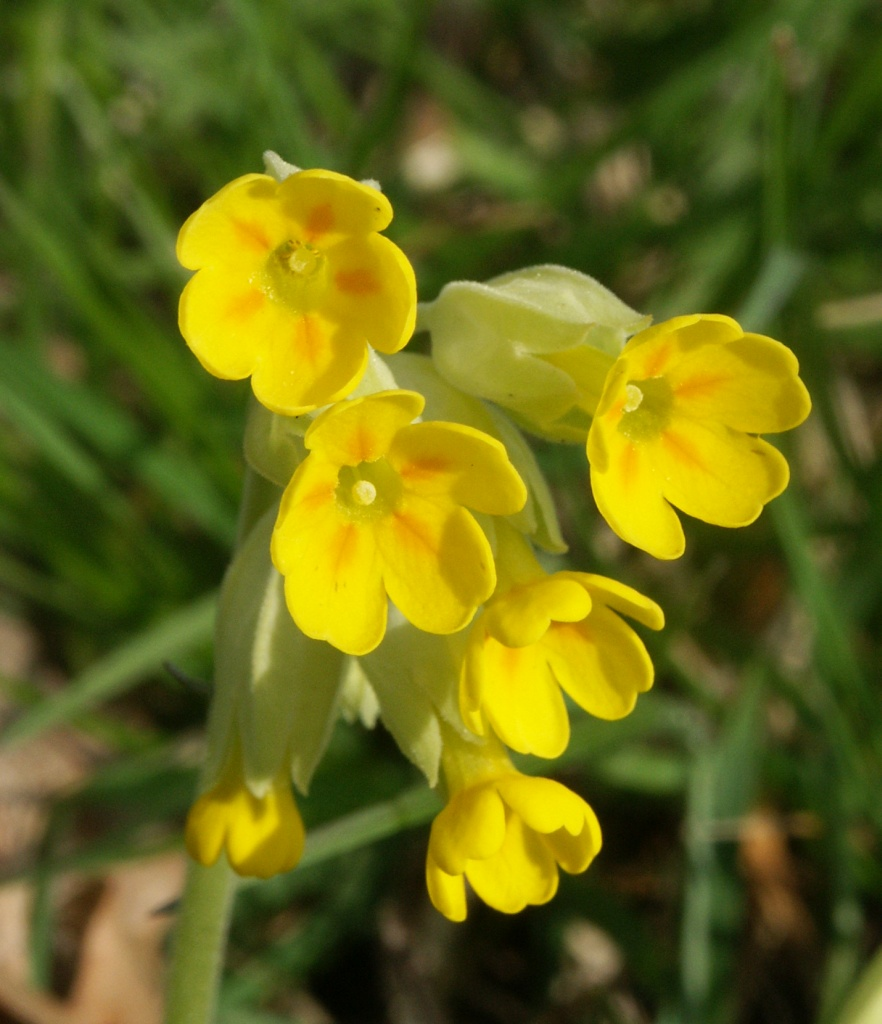
Tavaszi kankalin
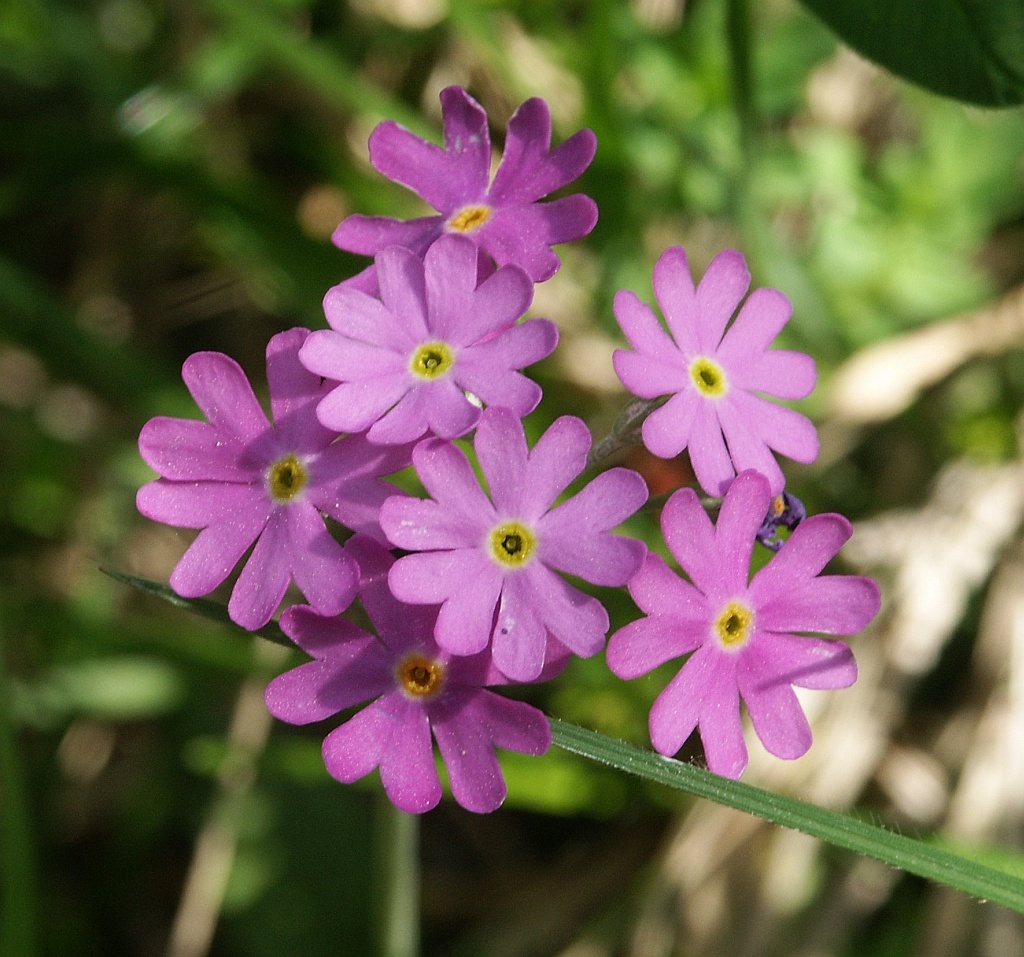
Lisztes kankalin
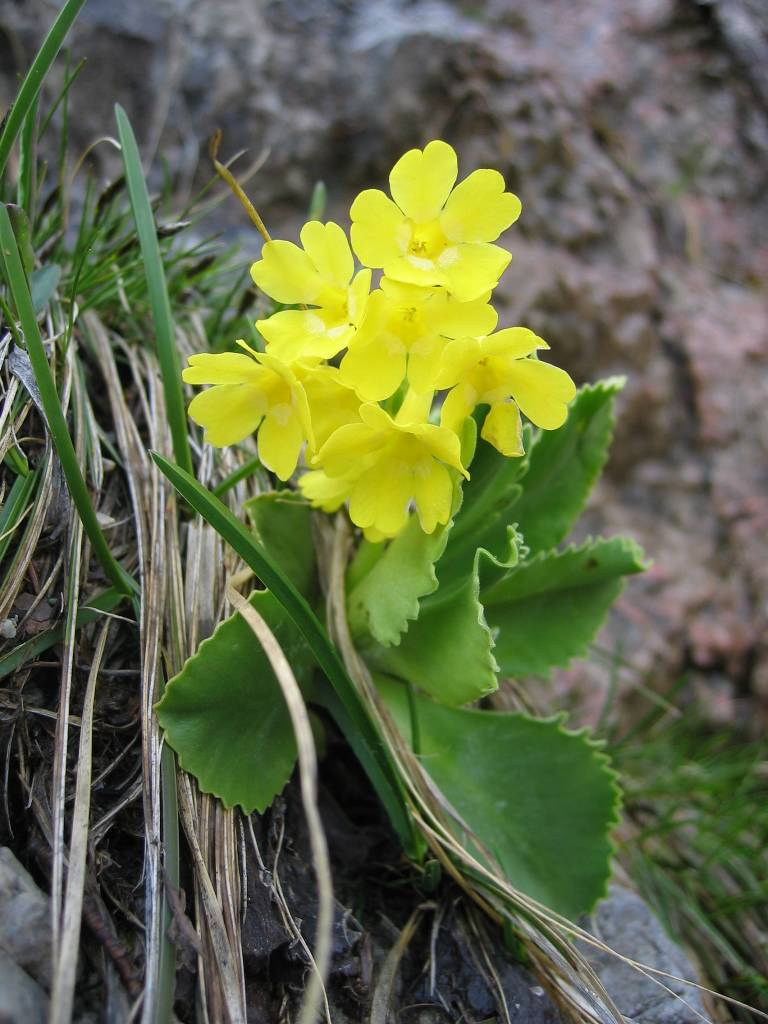
Medvefű kankalin
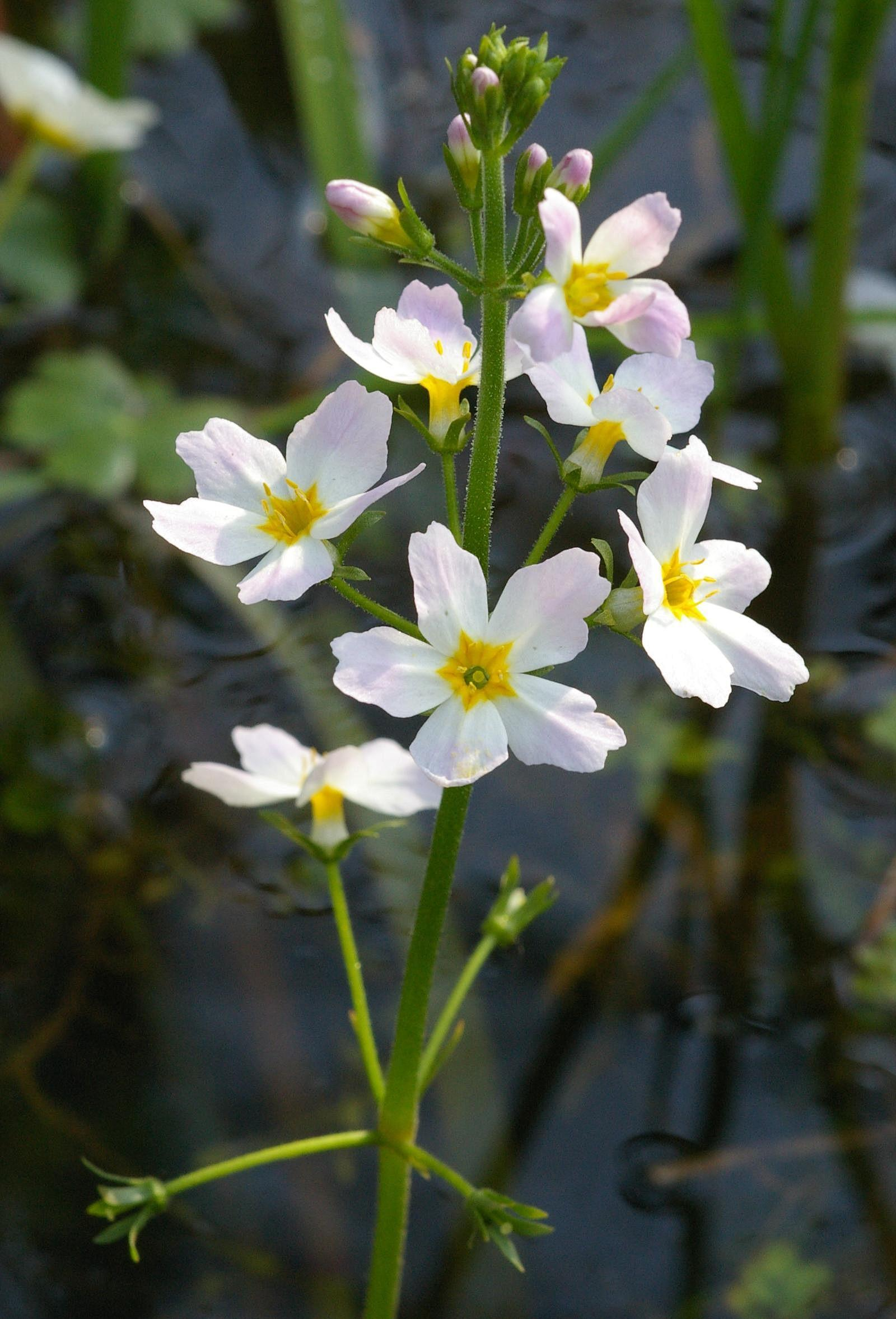
Békaliliom
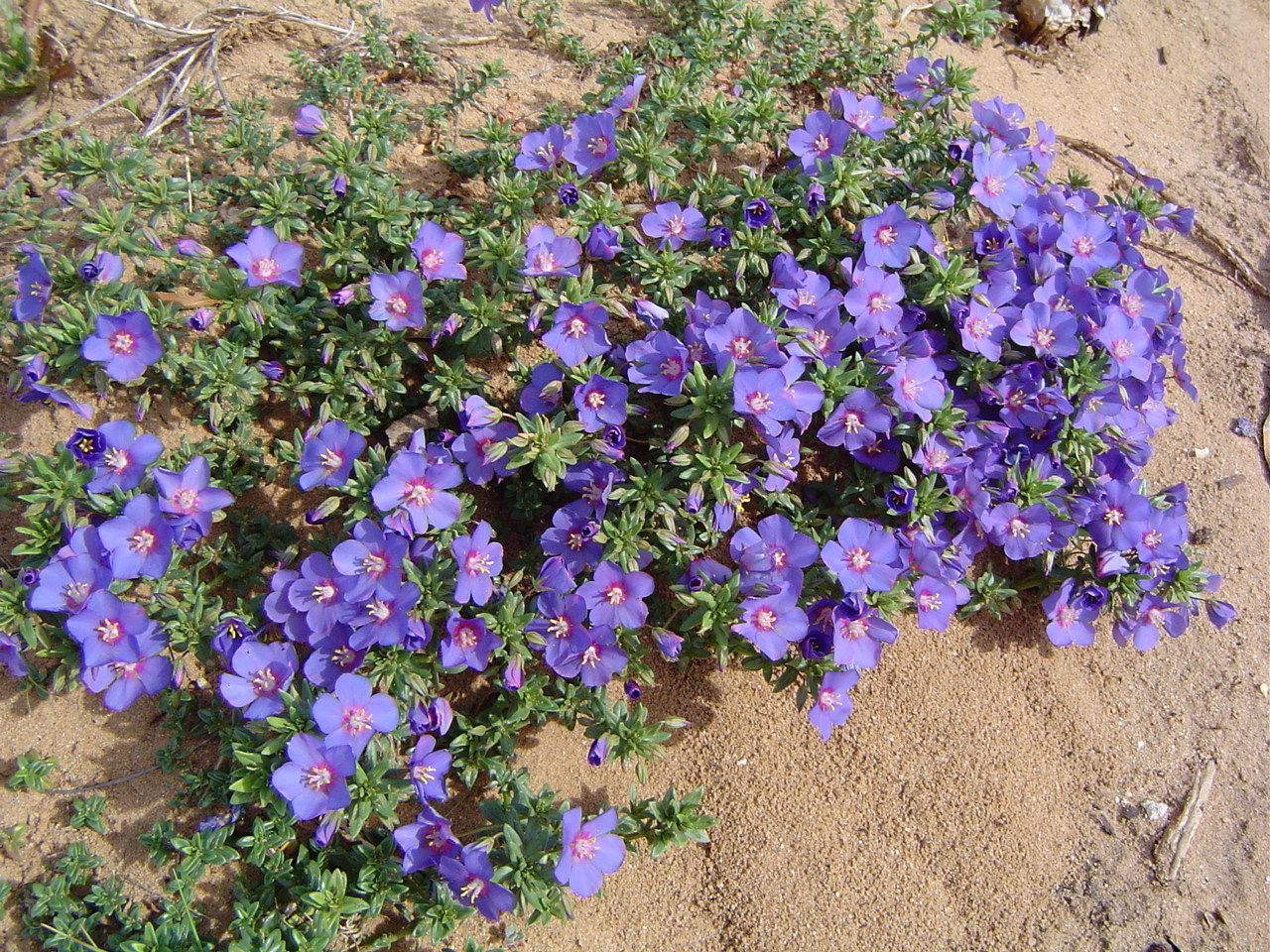
Tikszem
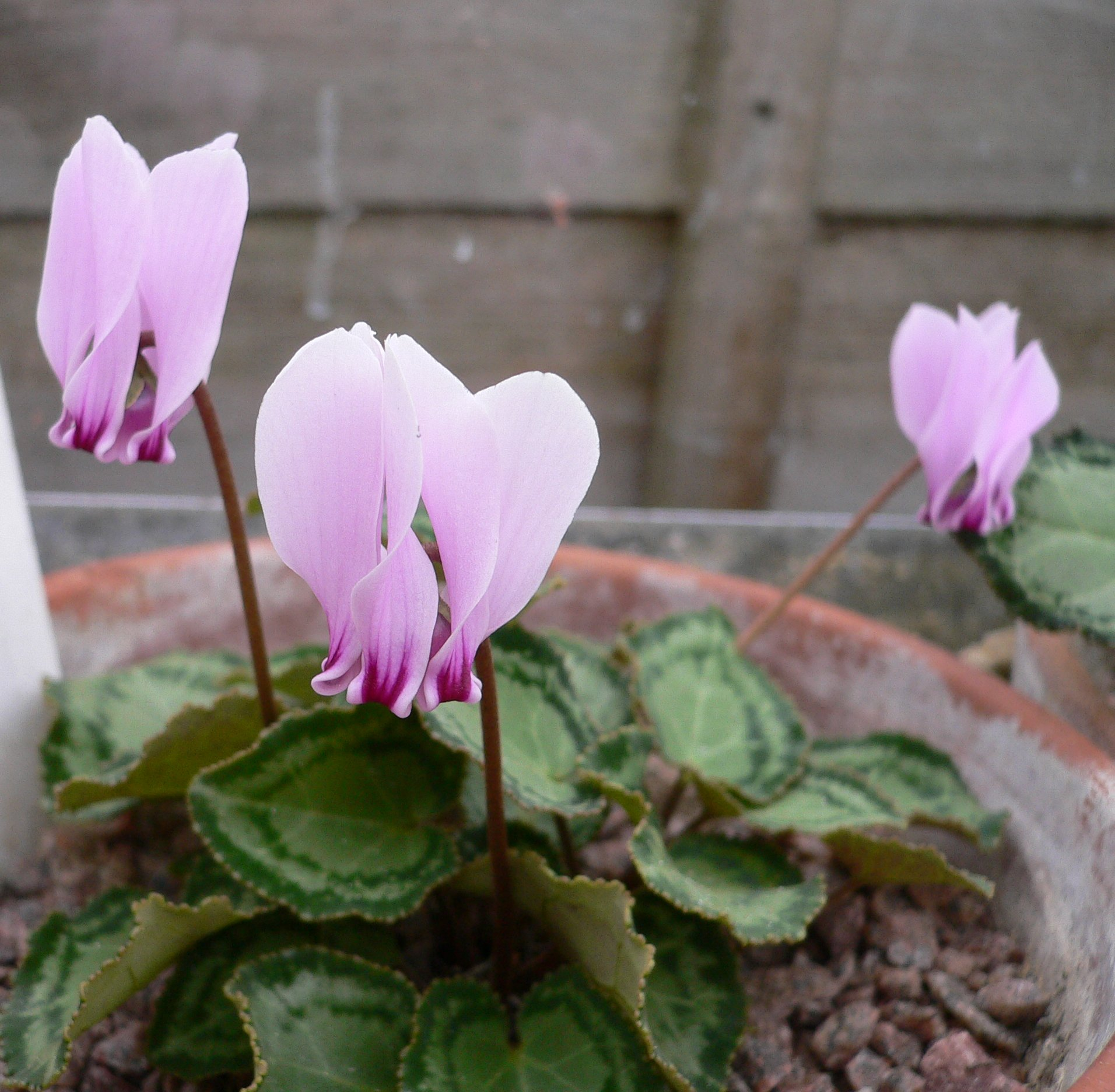
Ciklámen
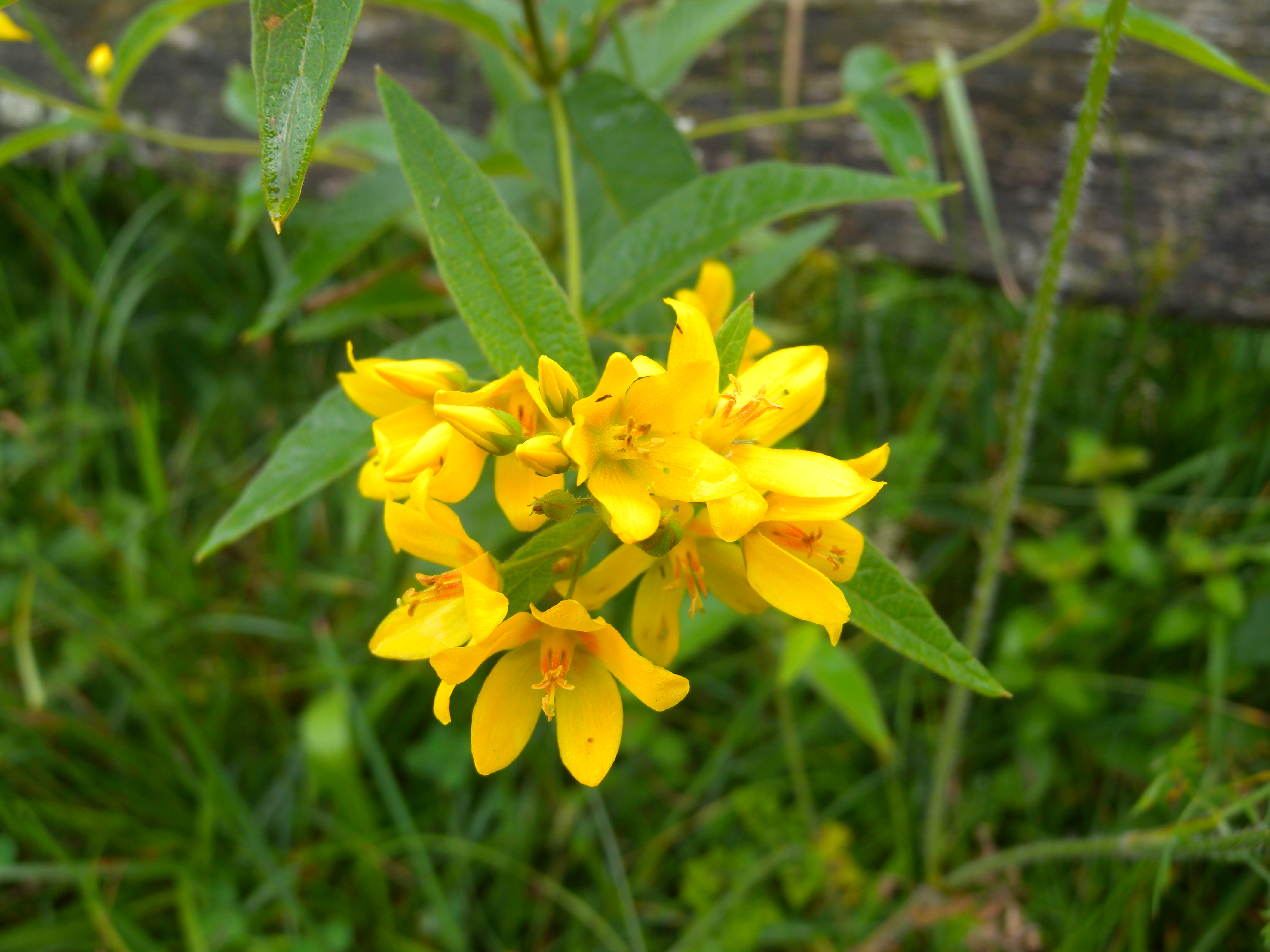
Közönséges lizinka
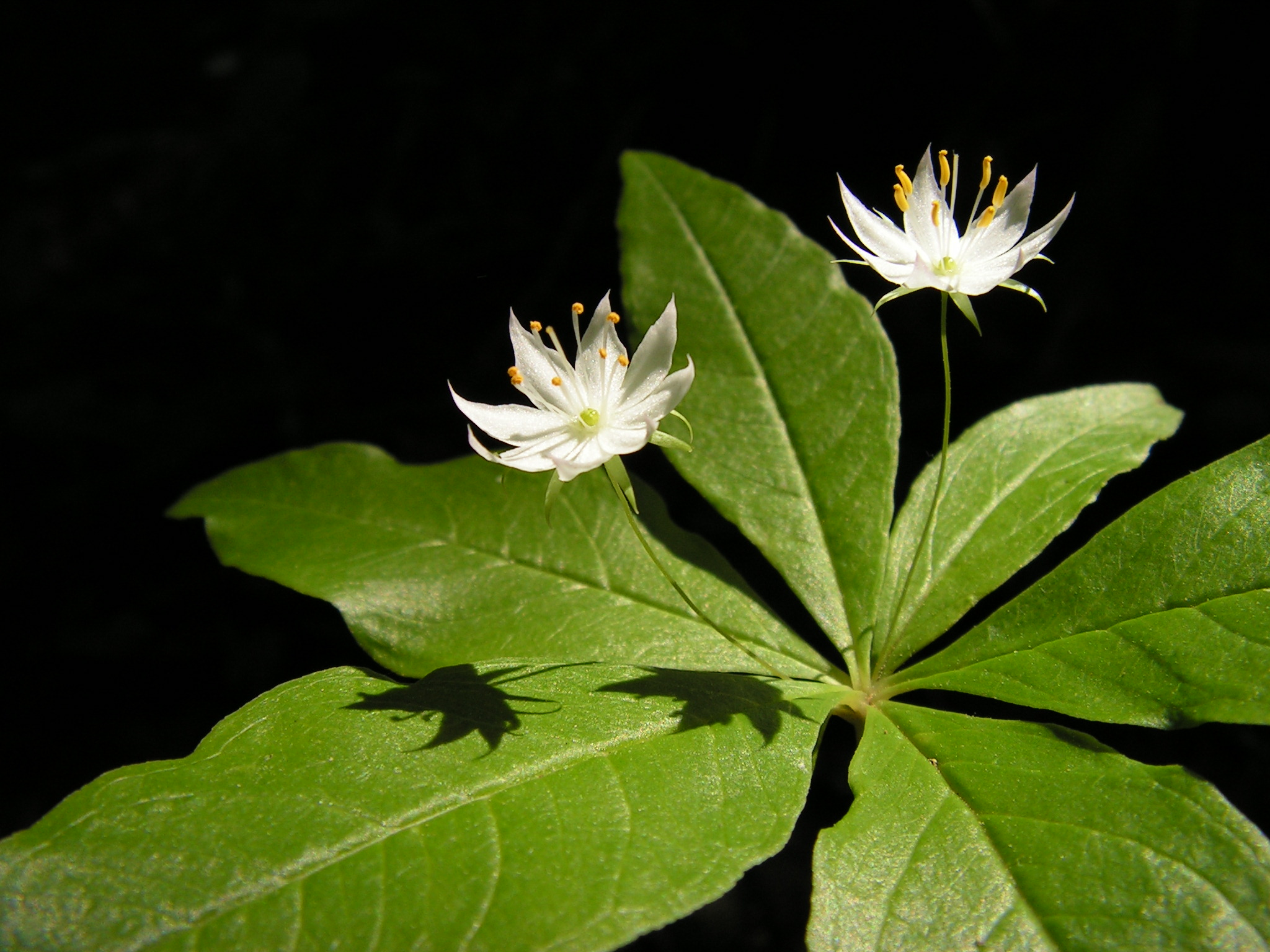
Hegyékesség
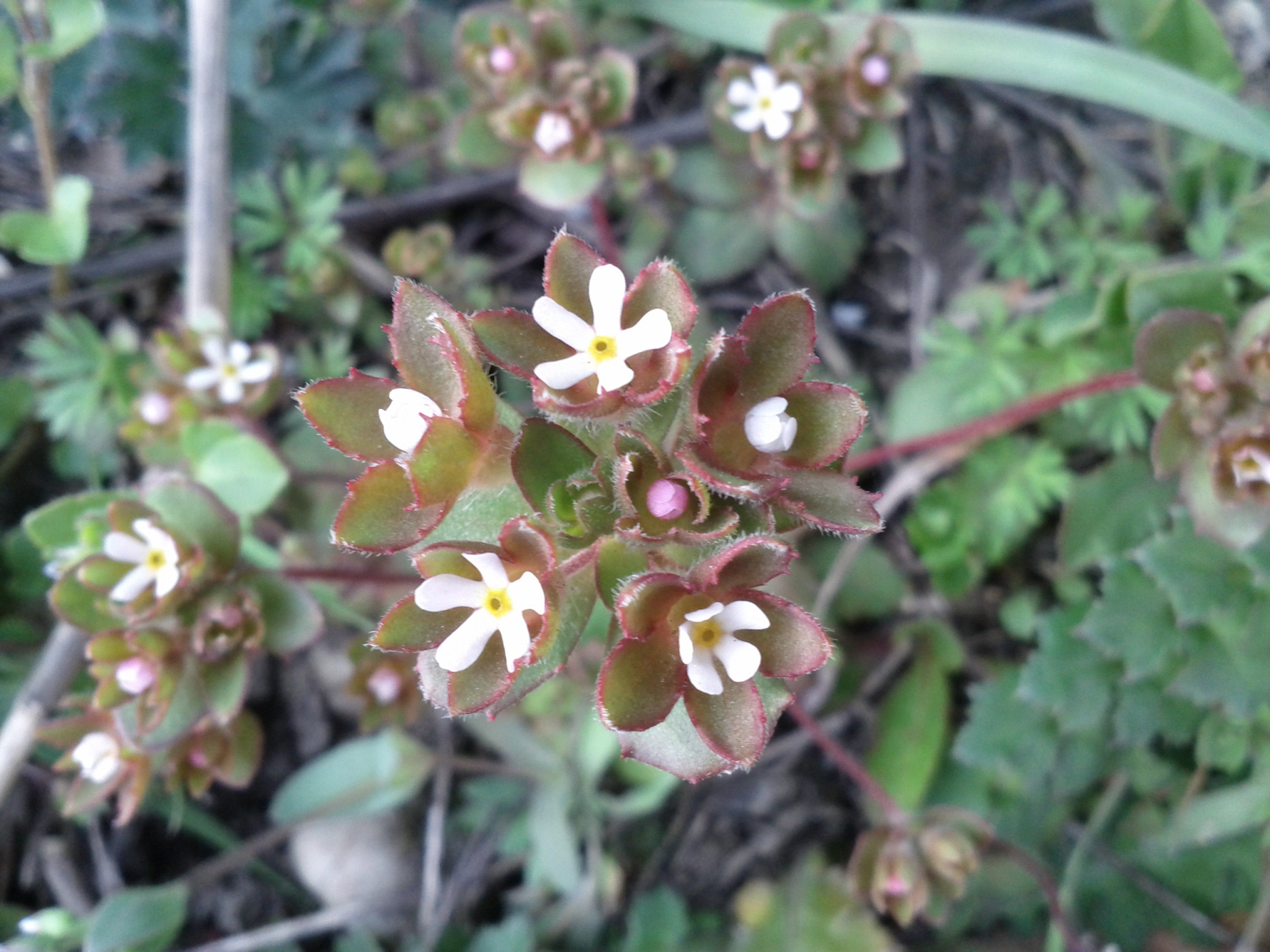
Nagy gombafű